# Serena Venditto
Serena Venditto (Nápoles, 1980) es una escritora italiana de género negro, editora y periodista.

## Biografía
Nacida en Nápoles (1980) editora, junto a su marido Aldo Putignano, de la editorial napolitana Homo Scrivens. Debutó con la novela Le intolleranze elementari (Las intolerancias elementales) (Homo Scrivens, 2012 y 2017), sucesivamente representada en escena (2014). En 2018 publicó con la editorial Mondadori Aria di neve, el primer volumen de la colección policiaca dedicada al gato Mycroft y los cuatro compañeros de piso de la napolitana Vía Atri 36, que había aparecido por primera vez en la mencionada editorial Homo Scrivens. La serie del gato detective, con un refinado sentido del humor y frecuentes referencias a la cultura  clásica, ha tenido gran éxito de lectores y ha abierto el filón narrativo más conocido en la obra de la autora.  
Ha recibido numerosos premios y distinciones literarias. Heredera de la literatura negra italiana contemporánea de Andrea Camilleri y Marcello Fois a Carlo Lucarelli y Roberto Saviano, su narrativa se inscribe en el denominado noir mediterráneo, que ambienta sus historias en el sur y en particular en la ciudad de Nápoles. La obra de Venditto se relaciona con el último movimiento de novela negra partenopea junto a exponentes como: Maurizio de Giovanni, Andrej Longo, Patrizia Rinaldi o Paola Iannelli. 
En 2019 publicó la novela L’ultima mano di burraco (La última partida de burraco) y el e-book gratuito Malù si annoia Quarantenna in giallo per quattro coinquilini e un gatto (Malù se aburre. Cuarentena negra para cuatro compañeros de piso y un gato (2020), ambientado en el periodo de la pandemia por Covid de 2019.  
En 2020 durante el confinamiento escribió: Natale, Istruzioni per l’uso, guida insolita e brillante alla festa più amata (e temuta) (Navidad, instrucciones de uso, guía insólita y glamurosa de la fiesta más amada y temida) en la editorial Homo Scrivens. En 2021 escribió la homónima novela de suspense con los famosos personajes de Via Atri.
Como periodista, es responsable de la columna Bar Sport del portal Napoliclick.

## Obras
- Le intolleranze elementari[1] (2012).
- Al sassofono blu. Un nuovo caso per Mycroft, il gatto detective (2016).
- Aria di neve (2018).
- L'ultima mano di burraco (2019).
- Malù si annoia. Quarantenna in giallo per quattro coinquilini e un gatto (2020).
- Natale. Istruzioni per l'uso, guida insolita e brillante alla festa più amata (e temuta) (2020).
- Grand Hotel. Natale con delitto per quattro coinquilini e un gatto (2021).